# Hugues II d'Amboise
Hugues II d'Amboise (1140 - 1210) est le fils de Sulpice II et d'Agnès de Donzy.

## Biographie
Hugues II d'Amboise épouse Mahaut de Vendôme, fille de Jean Ier de Vendôme et de Richilde de Lavardin. C'est à cette époque que se développent les luttes avec les Comtes de Vendôme et les Seigneurs de Chateaurenault.
Il eut pour enfants :
- Sulpice III, (décédé en 1218), époux de la comtesse Élisabeth de Chartres, fille de Thibaud V de Blois (1130-1191), comte de Blois et de Chartres, et d'Alix de France (1151-1198). Sulpice III fut le premier chevalier-banneret de Touraine, il n'eut qu'une seule fille Mahaut (ou Mathilde), dame d'Amboise et de Chaumont, qui transmet, à sa mort en 1256, tous ses biens au frère de Hugues II, Jean Ier d'Amboise.
- Élisabeth, mariée à Renaud III de Glenne, seigneur de Châtillon-en-Bazois, et en deuxièmes noces à Vulgrin III Taillefer, comte d'Angoulême, dont elle eut Mathilde d'Angoulême.
- Agnès, mariée à Guillaume Fitz-Patrick, comte d’Évreux et de Salisbury.
- Hugues IV d'Amboise, qui lui succéda.